# Église Saint-Georges de Saint-Georges-de-Chesné

## Origines romanes
L'observation des murs de l'église, au vu du remploi du grès roussard, caractéristique de la période romane, indique donc qu’un édifice roman existait déjà au XIe-XIIe siècle.

## Une église marquée par lesXVeetXVIesiècles
La nouvelle église gothique, ou plutôt la nouvelle nef est construite au XVe siècle, pour remplacer cet édifice roman devenu, semble-t-il, trop exigu. La pierre de construction utilisée est le grès du pays et le granite. Son plan reste simple, reprenant sans doute celui de la nef romane mais en l’allongeant et en l’élevant. Des fenêtres gothiques sont percées; deux d’entre elles subsistent aujourd’hui. Marque de cette époque, un reliquaire de saint Georges (Monument historique 1919) est offert à l’église au milieu du XVe siècle; peut-être à l’occasion de la construction de ce nouvel édifice. Il porte l’un des plus anciens poinçons de maître-orfèvre trouvés en Haute-Bretagne.
Le chœur date quant à lui des années 1520 comme le montrent les deux panneaux de l’ancienne maîtresse-vitre datés de 1525 (Monument historique 1907), d’un artiste inconnu. Cette maîtresse-vitre représentait en quinze scènes la Passion du Christ. Il ne reste aujourd’hui que le panneau figurant la Crucifixion avec la Vierge et saint Jean et le panneau où est représenté le patron de la paroisse, saint Georges, en armure d’époque (du XVIe siècle).
La date de 1561 sur une des arcades en granite de la nef nous permet de comprendre l’évolution complexe de celle-ci, qui s’élargit de bas-côtés après la construction du chœur. Les fenêtres trilobées du XVe siècle sont réimplantées dans les murs de ces nouveaux bas-côtés. Cette forme de nef aveugle est rare dans le pays de Fougères (seulement partagée avec l'église de Poilley) qui préfère le système de chapelles successives au XVIe siècle. Ces arcades avec piliers sans chapiteaux sont assez similaires à celles de l'église de La Chapelle-Janson, datés de 1556.
Le chapitré ou porte des morts (car elle donnait sur le cimetière) est construit dans la seconde moitié du XVIe siècle (après 1561) et malgré une forte restauration qui l’agrandit en 1754, il a gardé son authenticité. Ce porche sud avec ses bancs de granite est traditionnellement considéré comme le lieu de réunion du conseil de fabrique. Les vantaux de la porte sont d’origine avec ses fenestrages ouvragés et ses motifs « en plis de serviette ». Le porche est pourvu de deux sablières, symbolisant pour l'une la vie terrestre et ses aléas : la guerre représentée par une flèche, la foi par une croix, la mort par un crâne avec tibias croisés (unique dans le département); pour l'autre la vie céleste avec un visage crachant une vigne, symbole de vie.
Des travaux touchent le chœur en 1554 qui semble s'agrandir d'une sacristie puisqu'une verrière y est commandée par la fabrique au maître-verrier Guillaume (ou Guyon) Collin, associé de Gilles de La Croix-Vallée, connus pour des travaux à Champeaux et à Louvigné-de-Bais à partir des années 1540, sous le mécénat des Espinay. À cause de la mention de ce maître-verrier, on lui attribua longtemps, à tort, la maîtresse-vitre du chœur de 1525, alors qu’il fut l’auteur d’un vitrail aujourd’hui disparu.

## Les apports de l'art classique

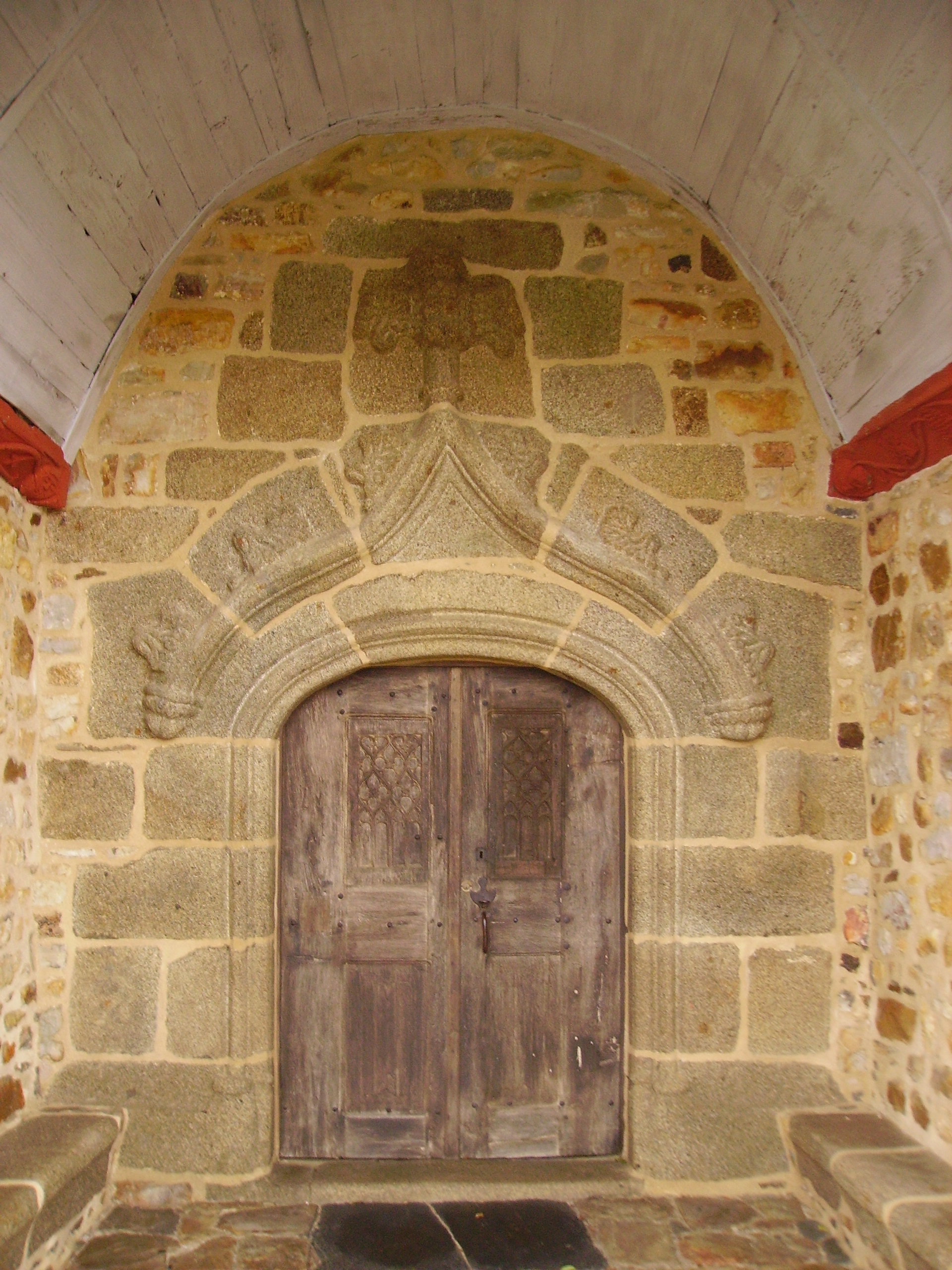
L'intérieur du porche sud avec ses bancs de granite, agrandi en 1754.

La chapelle nord est édifiée en 1660 par le recteur de l’époque, Guillaume Crosnier, qui a laissé sa signature. Elle est dédiée à la Vierge et au culte du Rosaire.
En 1700, le rennais Laurent Gesnouin réalise le retable du chœur et un an plus tard les ailes de ce retable encadrant la maîtresse-vitre. Il ne reste de ce retable que deux montants de statues à tête d’ange et surtout le tabernacle, modifié après la Révolution par Jean Blanchard de Parigné, qui ajouta deux panoplies et qui créa une nouvelle table d’autel. Les sources nous apprennent également que deux tableaux se trouvaient inclus dans le retable, sous les deux statues patronales de saint Georges et de saint Jean-Baptiste. Laurent Gesnoin réalise également en 1700 le retable de la chapelle de la Vierge.
Le clocher-beffroi est construit au XVIIe siècle. Il est composé d’un beffroi de forme carré où se situe la chambre des cloches et dont la structure en bois descendait jusque dans la nef. Au-dessus on trouve le tambour du dôme de forme octogonale, décoré à sa base par quatre pyramidions, sur lequel repose le dôme lui-même. Un campanile termine la construction qui culmine à plus de 30 mètres. Ce clocher impressionnant a dû remplacer un clocher-mur d'origine, comme on en trouve encore dans le pays de Fougères, à La Chapelle-Saint-Aubert et à Villamée.
En 1781, l’évêque de Rennes François Bareau de Girac, est en visite dans la paroisse et donne l’ordre de construire une chapelle qui donnerait à l’édifice une forme de croix latine. La chapelle sud, dédiée au Saint-Esprit, est construite avec les pierres de la tribune de la sacristie en 1785. Le retable du Saint-Esprit est réalisé de manière identique à celui de la Vierge, à près d'un siècle d'écart.
En 1794, la garde républicaine vandalise l’église et détruit notamment toutes les statues anciennes de celle-ci  qui se trouve pourvue aujourd’hui de statues sulpiciennes en plâtre de la fin du XIXe siècle. Le dernier vestige de l’ancienne statuaire est un saint Jean-Baptiste en terre cuite, attribué au sculpteur rennais Pierre Tavau avant la Révolution, mutilée pendant celle-ci, et qui attend une restauration depuis sa redécouverte fortuite en 1927.

## Dernières évolutions de l'époque contemporaine

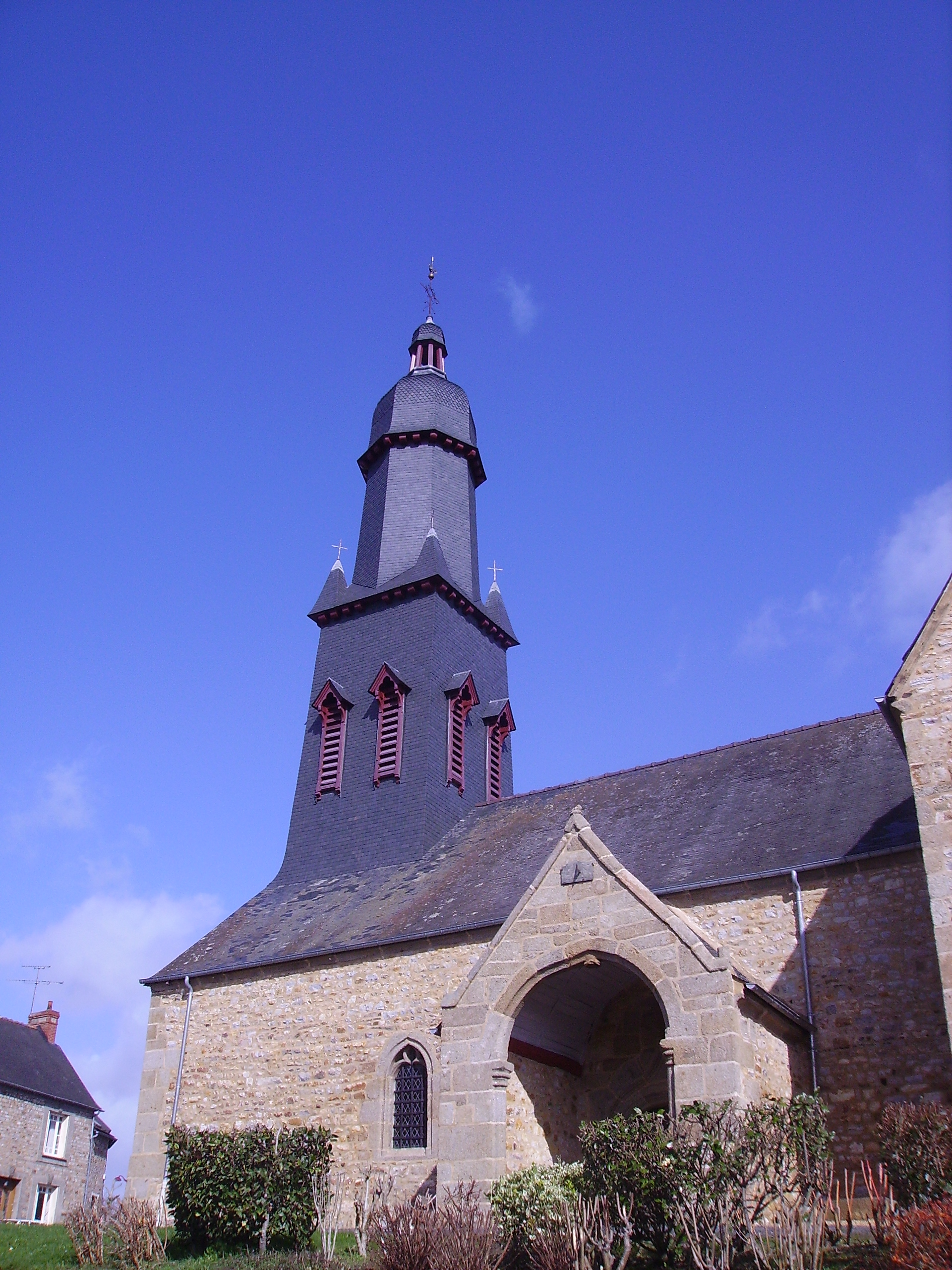
Vue de la façade sud de l'église avec le clocher et le porche des morts.

En 1862, un rapport d’inspection départemental fait mention du mauvais état du clocher. Il préconise de le raser pour en construire un neuf. Deux ans plus tard, un rapport politique évoque l’hostilité de la population locale à reconstruire entièrement le clocher. Celui-ci est finalement consolidé en 1870, pour des raisons de coût.
La première introduction de l'art néo-gothique dans l'église est constituée par les deux confessionnaux datés de 1869 et attribués à l'atelier Hérault.
Les grilles du chœur en fer forgé, qui servent de table de communion, sont installées en 1876.
En 1879, la fenêtre du chœur, qui avait été fermée par une maçonnerie au XVIIIe siècle est rouverte. On y découvre les vestiges de la maîtresse-vitre de 1525. Deux panneaux sont récupérés et replacés dans une petite fenêtre du chœur. La nouvelle maîtresse-vitre, dédiée au Sacré-Cœur, est réalisée par l’atelier Lecomte et Colin. Celle-ci a la particularité d’être la première maîtresse-vitre faite par l’atelier rennais, qui réalisa des travaux dans plus d’une quarantaine d’églises de la région.
Les boiseries et le mobilier du chœur sont réalisés par le sculpteur vitréen Victor Augerie en 1880, de même que la chaire en 1883, dont les panneaux constitue aujourd’hui l’autel conciliaire.